# Copidosoma compressiventris
Copidosoma compressiventris är en stekelart som beskrevs av Girault 1915. Copidosoma compressiventris ingår i släktet Copidosoma och familjen sköldlussteklar. Inga underarter finns listade i Catalogue of Life.